# Litsea ichangensis
Litsea ichangensis Gamble – gatunek rośliny z rodziny wawrzynowatych (Lauraceae Juss.). Występuje naturalnie w południowych Chinach – w południowo-zachodniej części Hubei, zachodnim Hunanie oraz wschodnim Syczuanie. 

## Morfologia
PokrójZrzucające liście drzewo lub krzew dorastające do 8 m wysokości. Gałęzie są nagie.
LiścieNaprzemianległe. Mają kształt od odwrotnie jajowatego do okrągłego. Mierzą 2,5 cm długości oraz 2–3 cm szerokości. Są nagie. Nasada liścia jest klinowa. Blaszka liściowa jest o wierzchołku od tępego do ostrego. Ogonek liściowy jest nagi i dorasta do 5–15 mm długości.
KwiatySą niepozorne, jednopłciowe, zebrane po 9 w baldachy, rozwijają się w kątach pędów. Okwiat jest zbudowany z 6 listków o odwrotnie jajowatym kształcie i żółtej barwie. Kwiaty męskie mają 9 pręcików.
OwoceMają prawie kulisty kształt, osiągają 5 mm średnicy, mają czarną barwę.

## Biologia i ekologia
Roślina dwupienna. Rośnie w gęstych lasach oraz zaroślach. Występuje na wysokości od 300 do 2200 m n.p.m. Kwitnie od kwietnia do czerwca, natomiast owoce dojrzewają od lipca do sierpnia.